# Усть-Белокалитвенский район
Усть-Белокалитвенский район Шахтинского округа — административно-территориальная единица, существовавшая в РСФСР с 1923 по 1931 годы.

## История

### Станица
После установления в 1920 году Советской власти на Дону, Область войска Донского была переименована в Донскую область с центром в г. Ростов-на-Дону. Донская область делилась на 10 округов. Станица Усть-Белокалитвенская входит в состав Донецкого округа (центр — станица Каменская).
В соответствии с Постановлением СНК от 23 марта 1920 года, ВЦИК от 26 апреля 1920 года и ВУЦИК от 16 апреля 1920 года на Украине была образована Донецкая губерния, в состав которой была передана станица Усть-Белокалитвенская.

### Район
В соответствии с постановлением Президиума Всеукраинского ЦИК от 7 марта 1923 года «Об административно-территориальном делении Донецкой губернии» был образован Усть-Белокалитвенский район Шахтинского округа. В состав Усть-Белокалитвенского района Шахтинского округа Донецкой губернии Украины вошла территория Жирновской, Калитвенской и Красно-Донецкой волостей.
1 октября 1924 года Усть-Белокалитвенский район был передан в состав Шахтинского округа Юго-Востока России. На 20 октября 1924 года в Шахтинском округе значился Усть-Белокалитвенский район (центр — станица Усть-Белокалитвенская), который образовался из бывших волостей Жирновской, Калитвенской, Красно-Донецкой (бывшая Екатериновская), Усть-Белокалитвенской. В районе значилось 18 сельсоветов, 37 населенных пунктов и райисполком. Сельсоветы района: Апанасов, Богатовский, Богураевский, В.Ясиновский, Дядиновский, Западный, Какичев, Каменев (бывший Ясиновский), Красно-Донецкий, Мечетный, Муравлев, Насонтов, Нижне-Поповский, Серебряковский, Синегорский, Ольховский, Форштадский.
В ноябре 1924 года Юго-Восток России был переименован в Северо-Кавказский край и на 1925 год Усть-Белокалитвенский район входил в состав Шахтинского округа Северо-Кавказского края. В районе значились сельсоветы: Богатовский, Богураевский, Голово-Калитвинский, Демишевский, Дубовский, Дядинский, Западный, Какичевский, Каменевский, Кононовский, Корсунский, Красно-Донецкий, Крутинский, Ленинский, Литвиновский, Мечетновский, Насонтовский, Н-Поповский, Н-Серебряковский, Ольховский, Погореловский, Рудаковский, Синегорский, Усть-Белокалитвенский.
После переименования Шахтинского округа в Шахтинско-Донецкий (центр — г. Шахты) в октябре 1925 года — Усть-Белокалитвенский район вошел в состав Шахтинско-Донецкого округа. По переписи 1926 года в районе значилось 24 сельсовета: Белокалитвенский, Богатовский, Богураевский, Голово-Калитвенский, Демишевский, Дубовский, Дядинский, Западнянский, Какичевский, Каменевский, Красно-Донецкий, Корсунский, Кононовский, Крутинский, Ленинский, Литвиновский, Мечетновский, Насонтовский, Нижне-Поповский, Нижнее-Серебряковский, Ольховский, Погорельский, Рудаковский, Синегорский.
После ликвидации округов в августе 1930 года, Усть-Белокалитвенский район вошел в состав Северо-Кавказского края и стал подчиняться непосредственно крайисполкому. На 1931 год значился Усть-Белокалитвенский район (центр — станица Усть-Белокалитвенская) и в его составе 24 сельсовета: Богатовский, Богураевский, Голо-Калитвенский, Демишевский, Дубовский, Дядинсмкий, Западновский, Какичевский, Каменевский, Кононовский, Корсунский, Красно-Донецкий, Крутинский, Ленинский, Литвиновский, Мечетновский, Насонтовский, Нижне-Поповский, Нижне-Серебряковский, Ольховский, Погореловский, Рудаковский, Синегорский, Усть-Белокалитвенский.
Постановлением Президиума ВЦИК от 20 августа 1931 года Усть-Белокалитвенский район был упразднен. Его территория присоединена к Шахтинскому району.